# مایکل مک‌دانلد (خواننده)
مایکل مک‌دانلد (انگلیسی: Michael McDonald؛ زادهٔ ۱۲ فوریهٔ ۱۹۵۲) یک موسیقی‌دان اهل ایالات متحده آمریکا است.
 وی از سال ۱۹۷۰ میلادی تاکنون مشغول فعالیت بوده‌است.